# 센티넬 (1977년 영화)
《센티넬》(영어: The Sentinel)은 미국에서 제작된 마이클 위너 감독의 1977년 초자연 공포 영화이다. 크리스 서랜던 등이 출연하였다. 1974년에 출간된 동명 소설이 원작이다.
이 영화는 1977년 2월 11일 미국에서 유니버설 픽처스에 의해 개봉되었다.

## 출연진
- 크리스 서랜던
- 크리스티나 레인스
- 마틴 볼섬
- 존 캐러딘
- 호세 페레르
- 에이바 가드너
- 아서 케네디
- 버지스 메러디스
- 실비아 마일스
- 데버라 래핀
- 일라이 월럭
- 크리스토퍼 워컨
- 제리 오바크
- 베벌리 디앤절로
- 너나 비지터
- 톰 베런저
- 윌리엄 히키
- 제프 골드블룸